# 北欧SSプラン
株式会社北欧SSプランは、北海道、東北地方を中心にパンの製造、宅配販売を専門に事業展開している企業である。「HOKUO」グループの関連会社の一社。

## 概要
北海道札幌市に本社を置く株式会社北欧「北欧パン」（HOKUO）が運営していた宅配部門が分社化により独立し、2009年に設立された。
旭川市と仙台市に支社があり、北海道、東北地方を中心に宅配販売を事業展開している。旭川工場（旭川市神楽岡12条5丁目1-22）と仙台工場（仙台市若林区六丁の目北町2-1）の二箇所に製造工場があり、北海道に4箇所、東北地方に5箇所の営業所がある。